# Mario Vargas Llosa
Jorge Mario Pedro Vargas Llosa (phát âm tiếng Tây Ban Nha: [ˈmaɾjo ˈβarɣas ˈʎosa]) (28 tháng 3 năm 1936 – 13 tháng 4 năm 2025) là một nhà văn, nhà báo, chính trị gia người Perú. Vargas Llosa là một trong những cây bút Mỹ La Tinh nổi trội trong lĩnh vực tiểu quyết và tiểu luận, cũng là một trong những tác giả hàng đầu thuộc thế hệ của mình.
Ông đã đoạt Giải Jerusalem năm 1995, Giải Hòa bình của ngành kinh doanh sách Đức năm 1996 và Giải Nobel Văn học năm 2010.

## Tác phẩm

#### Hư cấu
- 1959 – Los jefes (1979)
- 1963 – La ciudad y los perros (Thành phố và lũ chó, 1966) tiểu thuyết
- 1966 – La casa verde (Nhà xanh, 1968) tiểu thuyết
- 1969 – Conversación en la catedral (Trò chuyện trong quán La Cathedral, 1975) tiểu thuyết
- 1973 – Pantaleón y las visitadoras (Pantaleón và những nữ khách, 1978) tiểu thuyết
- 1977 – La tía Julia y el escribidor (Dì Julia và nhà văn quèn, 1982) tiểu thuyết
- 1981 – La guerra del fin del mundo (Chiến tranh ở ngày tận thế, 1984) tiểu thuyết
- 1984 – Historia de Mayta (Con người thật của Alejandro Mayta, 1985)
- 1986 – ¿Quién mató a Palomino Molero? (1987) tiểu thuyết
- 1987 – El hablador (1989) tiểu thuyết
- 1988 – Elogio de la madrastra (Ngợi ca người mẹ kế, 1990) tiểu thuyết
- 1993 – Lituma en los Andes (Cái chết ở Andes, 1996) tiểu thuyết
- 1997 – Los cuadernos de don Rigoberto (Những cuốn vở của don Rigoberto, 1998)
- 2000 – La fiesta del chivo (Lễ hội của loài dê, 2002) tiểu thuyết
- 2003 – El paraíso en la otra esquina (Cách tới thiên đường, 2003) tiểu thuyết
- 2006 – Travesuras de la niña mala (Các trò tinh nghịch của cô bé hư, 2007) tiểu thuyết
- 2010 - El sueño del celta (Giấc mơ của người Celt, 2010)
- 2013 - El héroe discreto (2015)
- 2016 - Cinco esquinas (2018)

#### Phi hư cấu
- 1958 - Bases para una interpretación de Rubén Darío
- 1971 – García Márquez: historia de un deicidio
- 1975 – La orgía perpetua: Flaubert y "Madame Bovary" (khảo luận)
- 1983 - Contra viento y marea, vol. 1 (Khơi sóng dậy - tập 1, tập tiểu luận, báo chí)
- 1986 - Contra viento y marea, vol. 2 (Khơi sóng dậy - tập 2, tập tiểu luận, báo chí)
- 1990 - Contra viento y marea, vol. 3 (Khơi sóng dậy - tập 3, tập tiểu luận, báo chí)
- 1990 – La verdad de las mentiras: ensayos sobre la novela moderna
- 1993 – El pez en el agua. Memorias (Cá trong nước, hồi ký)
- 1995 - Hitos y Mitos Literarios
- 1996 – La utopía arcaica: José María Arguedas y las ficciones del indigenismo
- 1997 – Cartas a un joven novelista
- 2000 - Nationalismus als neue Bedrohung
- 2001 – El lenguaje de la pasión
- 2004 – La tentación de lo imposible (khảo luận)
- 2007 – El Pregón de Sevilla
- 2008 - Wellsprings
- 2009 - El viaje a la ficción: El mundo de Juan Carlos Onetti
- 2010 - Vinh danh việc đọc và văn chương (diễn từ nhận giải Nobel)
- 2011 - Touchstones: Essays on Literature, Art, and Politics
- 2012 - La civilización del espectáculo
- 2012 - In Praise of Reading and Fiction: The Nobel Lecture
- 2014 - Mi trayectora intelectual
- 2015 - Notes on the Death of Culture
- 2018 - Sabers and Utopias
- 2018 - La llamada de la tribu

#### Kịch
- 1952 – La huida del inca (Trốn chạy)
- 1981 – La señorita de Tacna
- 1983 – Kathie y el hipopótamo
- 1986 – La Chunga
- 1993 – El loco de los balcones
- 1996 – Ojos bonitos, cuadros feos
- 2007 – Odiseo y Penélope
- 2008 – Al pie del Támesis
- 2010 – Las mil y una noches